# Hugh O'Neill (1er baron Rathcavan)
Pour les articles homonymes, voir O'Neill.
Robert William Hugh O'Neill, 1er baron Rathcavan, dit Hugh O'Neill, né le 8 juin 1883 et mort le 28 novembre 1982, est un avocat et homme politique britannique.

## Biographie
Éduqué à Eton College « comme beaucoup dans sa famille », il étudie ensuite au New College de l'université d'Oxford et est appelé au barreau au Inner Temple en 1909. Dès l'âge de vingt-trois ans, il se présente comme candidat du Parti conservateur dans la circonscription de Stockport aux élections législatives de 1906, mais sans succès ; ces élections sont un triomphe pour le Parti libéral. Il poursuit sa carrière de barrister (avocat) jusqu'à la Première Guerre mondiale, lorsqu'il s'engage dès l'entame de la guerre dans le régiment des Royal Irish Rifles. En novembre, son frère Arthur O'Neill, député unioniste de la circonscription irlandaise de Mid Antrim à la Chambre des communes du Royaume-Uni, est tué au combat à la première bataille d'Ypres. Hugh O'Neill est élu sans opposition pour lui succéder en février 1915, lui aussi sous l'étiquette du Parti unioniste irlandais.
Il demeure engagé au front et termine la guerre avec le rang de major. En 1919 éclate la guerre d'indépendance irlandaise, qui aboutit à la division de l'Irlande par le traité de Londres de 1921. Tandis que la majeure partie du pays devient l'État libre d'Irlande, indépendant, le nord du pays est à majorité unioniste et devient l'Irlande du Nord, doté d'autonomie politique au sein du Royaume-Uni. Nommé membre du Conseil privé d'Irlande en 1921 peu avant la partition, Hugh O'Neill devient membre du Conseil privé d'Irlande du Nord. Aux élections législatives nord-irlandaises de 1921, il est élu député d'Antrim à la Chambre des communes du Parlement d'Irlande du Nord nouvellement constitué. Élu sous l'étiquette du Parti unioniste d'Ulster, qui a remporté ces élections, il est choisi par ses pairs pour être le premier président de la Chambre. Dans le même temps, il demeure député d'Antrim à la Chambre des communes du Royaume-Uni.
Il démissionne du Parlement nord-irlandais en 1929, après huit ans à la présidence de sa Chambre des communes, et se consacre à sa carrière parlementaire à Londres. De 1935 à 1939 il est le président du Comité 1922, l'influent comité qui rassemble les députés d'arrière-ban conservateurs et unionistes du Parlement britannique. De 1939 à 1940 il est brièvement sous-secrétaire d'État à l'Inde et à la Birmanie dans le gouvernement conservateur de Neville Chamberlain. En 1949 il est nommé à la fonction honorifique de lord lieutenant d'Antrim, et ce jusqu'en 1959. Devenu doyen de la Chambre des communes en 1951, il quitte la Chambre l'année suivante. En 1953 il est fait baron de la pairie du Royaume-Uni, et siège dès lors à la Chambre des lords jusqu'à sa mort en 1982 à l'âge de 99 ans. Son fils Phelim, ministre de l'Agriculture d'Irlande du Nord de 1969 à 1971 et brièvement chef du Parti de l'Alliance, hérite de son titre de baron et de son siège à la Chambre des lords,,.